# 周岱翰
周岱翰（1941年5月—），男，广东汕头人，中国中医肿瘤学家，广州中医药大学第一附属医院肿瘤中心主任医师，第三届国医大师，中国农工民主党党员。